# Lorenzo Álvarez Capra

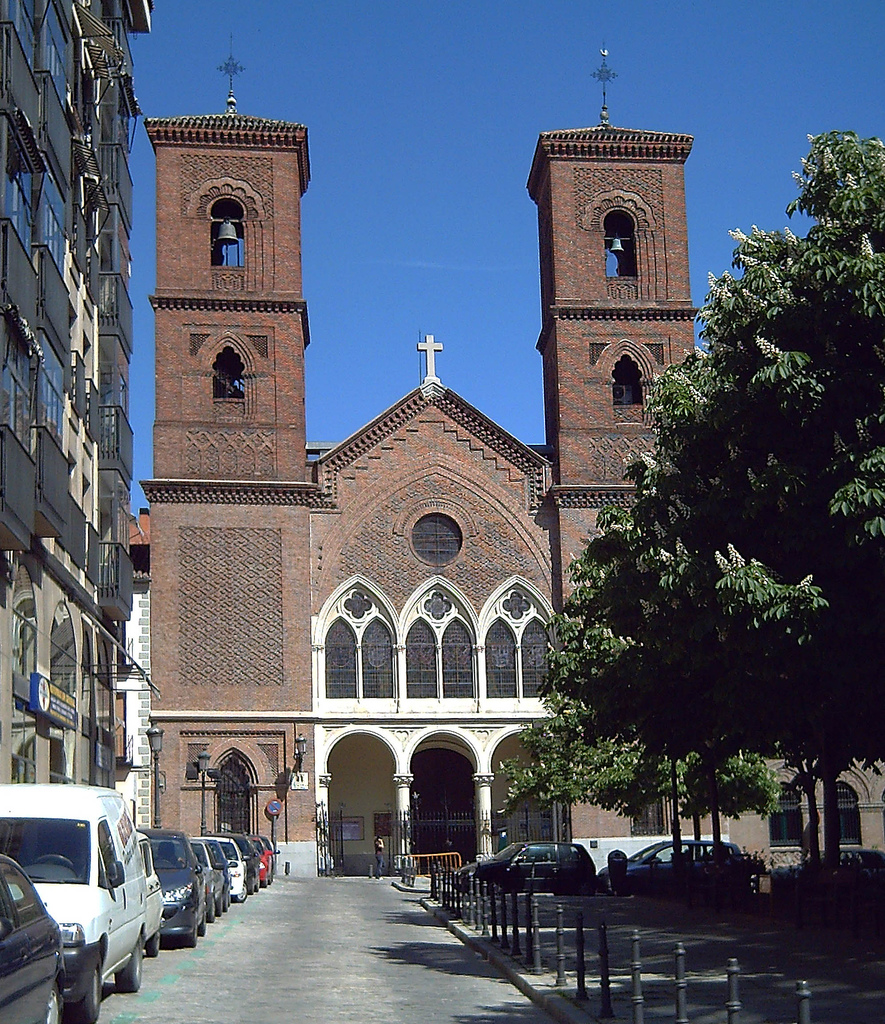
Església de la Paloma, Madrid, 1896.

Lorenzo Álvarez Capra (1848 - 10 de març de 1901) fou ser un arquitecte espanyol del segle xix, considerat com un dels impulsors de l'estil neomudèjar, per la seva col·laboració al costat d'Emilio Rodríguez Ayuso en el projecte de la desapareguda plaça de toros de Goya, construïda a Madrid el 1874, que va servir d'inspiració per a molts altres feus taurins posteriors. Un any abans havia projectat el pavelló d'Espanya per a l'Exposició Universal de 1873 de Viena, d'estil neomudèjar. Una altra de les seves obres més conegudes és l'església de la Paloma, construïda en el mateix estil.
També va ser diputat a Corts pel Partit Liberal Fusionista i acadèmic de la Reial Acadèmia de Belles Arts de Sant Ferran.

## Obres
- Pavelló d'Espanya a l'Exposició Universal de Viena (1873)[6]
- Plaça de toros de la Fuente del Berro, a Madrid, al costat d'Emilio Rodríguez Ayuso (1874)[6]
- Teatre dels Jardins del Buen Retiro de Madrid (1880)[6]
- Plaça de Toros de Barbastre[6]
- Església de la Paloma a Madrid (1896)[6]